# Гримсей
Гримсей (исл. Grímsey) — остров в Гренландском море, принадлежит Исландии и административно подчинён исландскому региону Нордюрланд-Эйстра. Площадь острова составляет 5,3 км². Численность населения по данным на январь 2020 года — 61 человек. Плотность населения — 11,51 чел./км². Гримсей — самая северная населённая часть Исландии. Единственный населённый пункт на острове — деревня Сандвик.

## География

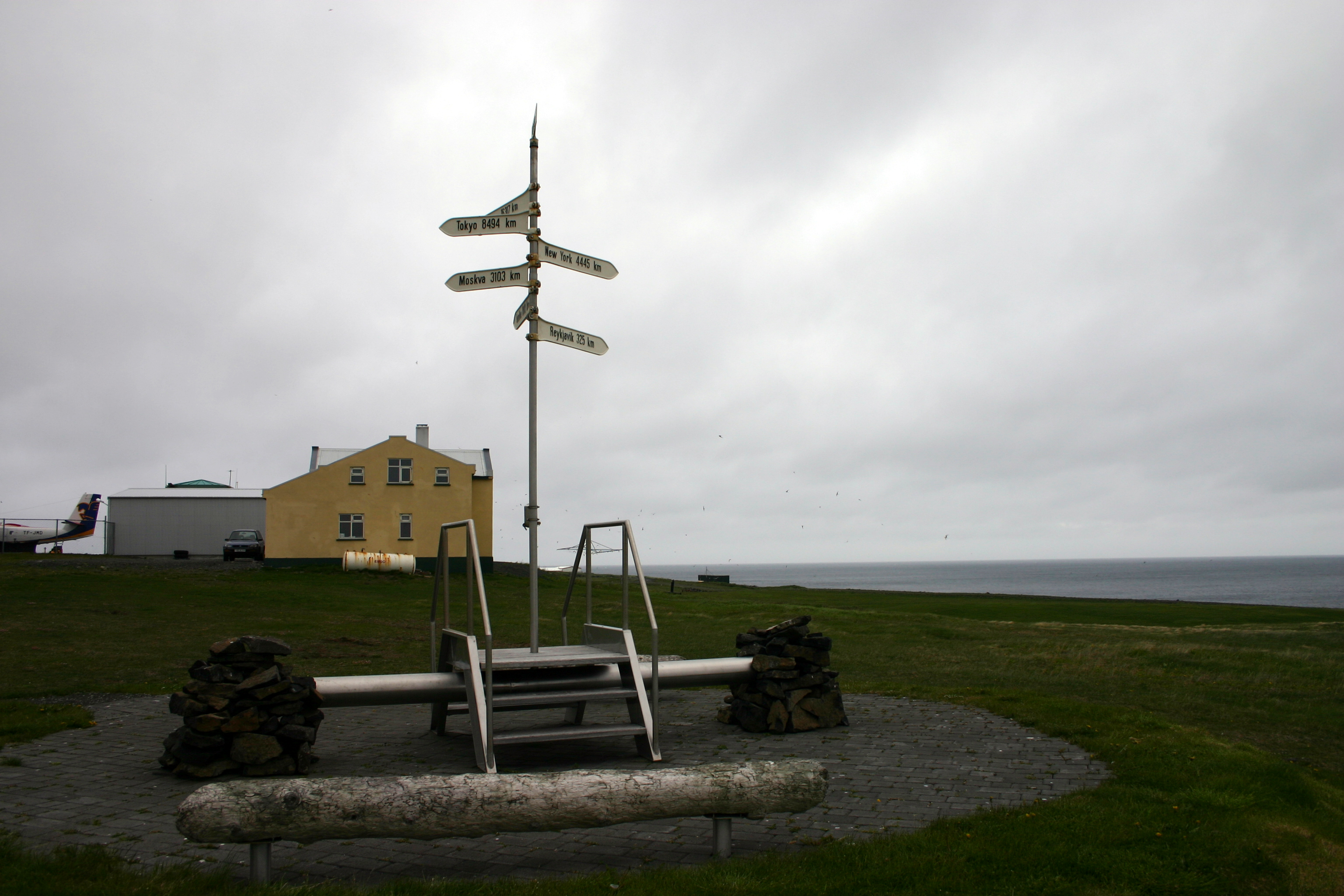
Полярный круг на Гримсей

Остров Гримсей расположен в 40 километрах севернее побережья Исландии на линии Северного полярного круга; это единственное место в Исландии, где бывает полярный день. Наибольшая возвышенность на острове Гримсей достигает 105 метров над уровнем моря.

## Животные
На острове запрещено держать кошек и собак; в то же время здесь расположилась многочисленная колония северных морских птиц — чистики, гагарки, кайры, различные виды чаек и другие.

## Экономика и транспорт
Основу экономики составляет коммерческое рыболовство. Имеют место также сельское хозяйство и собирательство яиц морских птиц. Развивается туризм. В северной части острова, за Полярным кругом, находится небольшой аэропорт, откуда совершаются рейсы на Акурейри. Из Дальвика три раза в неделю на Гримсей ходит паром, как правило в любую погоду и круглый год.